# Cyrtopodium graniticum
Cyrtopodium graniticum är en orkidéart som beskrevs av Gustavo Adolfo Romero och Germán Carnevali. Cyrtopodium graniticum ingår i släktet Cyrtopodium, och familjen orkidéer. Inga underarter finns listade i Catalogue of Life.